# Élections sénatoriales de 2017 dans le Pas-de-Calais
Les élections sénatoriales dans le Pas-de-Calais ont lieu le dimanche 24 septembre 2017. Elles ont pour but d'élire les sept sénateurs représentant le département au Sénat pour un mandat de six années.

## Sénateurs sortants
| Sénateur | Sénateur                  | Parti | Fonctions lors de l'élection en 2011            |
| -------- | ------------------------- | ----- | ----------------------------------------------- |
|          | Dominique Watrin          | PCF   | Conseiller général, adjoint au maire de Rouvroy |
|          | Daniel Percheron          | PS    | Président du Conseil régional                   |
|          | Catherine Génisson        | PS    | Députée, conseillère régionale                  |
|          | Jean-Claude Leroy         | PS    | Conseiller général                              |
|          | Hervé Poher               | PS    | Conseiller général, maire de Guînes             |
|          | Jean-Marie Vanlerenberghe | MoDem | Maire d'Arras                                   |
|          | Jean-François Rapin       | LR    | Conseiller régional                             |

1. ↑  Succède le 1er mars 2013 à Odette Duriez, démissionnaire.

## Présentation des listes et des candidats
Les nouveaux représentants sont élus pour une législature de 6 ans au suffrage universel indirect par les 7 151 grands électeurs du département. Dans le Pas-de-Calais, les sénateurs sont élus au scrutin proportionnel plurinominal. Le département élit sept sénateurs et neuf candidats doivent être présentés sur chaque liste pour qu'elle soit validée. Chaque liste de candidats est obligatoirement paritaire et alterne entre les hommes et les femmes. Plusieurs listes seront déposées dans le département. Elles sont présentées ici dans l'ordre de leur dépôt à la préfecture et comportent l'intitulé figurant aux dossiers de candidature.

### Europe Écologie les Verts
| N° | Candidats | Candidats        | Parti | Principale fonction                                   |
| -- | --------- | ---------------- | ----- | ----------------------------------------------------- |
| 01 |           | Louise Druelle   | ECO   | Artiste vidéaste                                      |
| 02 |           | Djamel Oufqir    | EÉLV  | Conseiller municipal de Sallaumines                   |
| 03 |           | Laure Olivier    | EÉLV  |                                                       |
| 04 |           | Joël Caron       | EÉLV  | Conseiller municipal de Béthune                       |
| 05 |           | Cindy Pacques    | EÉLV  |                                                       |
| 06 |           | Mouloud Amouz    | EÉLV  | Conseiller municipal de Liévin                        |
| 07 |           | Lisette Sudic    | EÉLV  | Ancienne conseillère municipale de Bruay-la-Buissière |
| 08 |           | Denis Buhagiar   | EÉLV  | Conseiller municipal de Wimereux                      |
| 09 |           | Marine Tondelier | EÉLV  | Conseillère municipale d'Hénin-Beaumont               |

### La République en marche - Mouvement démocrate
| N° | Candidats | Candidats                 | Parti | Principale fonction                      |
| -- | --------- | ------------------------- | ----- | ---------------------------------------- |
| 01 |           | Jean-Marie Vanlerenberghe | MoDem | Sénateur sortant                         |
| 02 |           | Coralie Rembert           | LREM  | Avocate                                  |
| 03 |           | François Decoster         | UDI   | Conseiller régional, maire de Saint-Omer |
| 04 |           | Michèle Ducloy            | DVG   | Adjointe au maire de Calais              |
| 05 |           | Kaddour-Jean Derrar       | DVG   | Maire de Condette                        |
| 06 |           | Corinne Laversin          | PS    | Maire de Hinges                          |
| 07 |           | Philippe Fourcroy         | DVG   | Maire d’Attin                            |
| 08 |           | Ginette Beugnet           | UDI   | Conseillère départementale               |
| 09 |           | Nicolas Desfachelle       | DVG   | Maire de Saint-Laurent-Blangy            |

### Front national
| N° | Candidats | Candidats                        | Parti | Principale fonction                                         |
| -- | --------- | -------------------------------- | ----- | ----------------------------------------------------------- |
| 01 |           | Christopher Szczurek             | FN    | Conseiller départemental, adjoint au maire d'Hénin-Beaumont |
| 02 |           | Agnès Caudron                    | FN    | Conseillère régionale                                       |
| 03 |           | Gabriel Trannin                  | FN    | Maire de Léchelle                                           |
| 04 |           | Marie-Annick Dupas-Giannitrapani | FN    | Conseillère régionale                                       |
| 05 |           | Jacques Delaire                  | FN    | Conseiller départemental                                    |
| 06 |           | Marie-Christine Bourgeois        | FN    | Conseillère régionale                                       |
| 07 |           | José Évrard                      | FN    | Député, conseiller départemental                            |
| 08 |           | Karine Haverlant                 | FN    | Conseillère départementale                                  |
| 09 |           | Steeve Briois                    | FN    | Député européen, maire d'Hénin-Beaumont                     |

### Union des démocrates et indépendants - Les Républicains
| N° | Candidats | Candidats           | Parti | Principale fonction                                                      |
| -- | --------- | ------------------- | ----- | ------------------------------------------------------------------------ |
| 01 |           | Jean-François Rapin | LR    | Sénateur sortant, conseiller régional                                    |
| 02 |           | Catherine Fournier  | UDI   | Maire de Fréthun                                                         |
| 03 |           | Philippe Rapeneau   | LR    | Conseiller municipal d'Arras, vice-président du conseil régional         |
| 04 |           | Amel Gacquerre      | UDI   | Adjointe au maire de Béthune                                             |
| 05 |           | Claude Bachelet     | LR    | Conseiller départemental, maire de Croisette                             |
| 06 |           | Natacha Bouchart    | LR    | Maire de Calais, vice-présidente du conseil régional, ancienne sénatrice |
| 07 |           | Marc Thomas         | LR    | Maire de Moulle                                                          |
| 08 |           | Carole Meloni       | DVD   |                                                                          |
| 09 |           | Christian Hémar     | DVD   | Maire de Vaulx-Vraucourt                                                 |

### «L'Humain d'abord!» (PCF)
| N° | Candidats | Candidats            | Parti | Principale fonction                 |
| -- | --------- | -------------------- | ----- | ----------------------------------- |
| 01 |           | Dominique Watrin     | PCF   | Sénateur sortant                    |
| 02 |           | Cathy Apourceau-Poly | PCF   | Conseillère municipale d'Avion      |
| 03 |           | René Hocq            | PCF   | Maire de Burbure                    |
| 04 |           | Brigitte Passebosc   | PCF   | Maire de Saint-Étienne-au-Mont      |
| 05 |           | Jean Lecomte         | PCF   | Maire de Beaurainville              |
| 06 |           | Nathalie Poteau      | DVG   | Conseillère municipale de Brebières |
| 07 |           | Thierry Poussiere    | PCF   | Maire de Brêmes                     |
| 08 |           | Sylvie Dupuis        | DVG   | Adjointe au maire de Meurchin       |
| 09 |           | Pascal Thiebaux      | PCF   | Conseiller municipal d'Étaples      |

### Solidarité, respect et proximité au service des élus du Pas-de-Calais  (Divers gauche)
| N° | Candidats | Candidats            | Parti | Principale fonction |
| -- | --------- | -------------------- | ----- | ------------------- |
| 01 |           | Jean-Pierre Corbisez | PS    | Maire d'Oignies     |
| 02 |           | Françoise Rossignol  | PS    | Maire de Dainville  |
| 03 |           | Cédric Delmotte      | PS    |                     |
| 04 |           | Pascale Lebon        | PS    |                     |
| 05 |           | Frédéric Wallet      | PS    |                     |
| 06 |           | Valérie Laquay       | PS    |                     |
| 07 |           | Jacques Napieraj     | PS    |                     |
| 08 |           | Françoise Caron      | PS    |                     |
| 09 |           | Serge Janquin        | PS    | Ancien député       |

### Ensemble, faisons entendre la voix du Pas-de-Calais (Parti socialiste)
| N° | Candidats | Candidats               | Parti | Principale fonction                |
| -- | --------- | ----------------------- | ----- | ---------------------------------- |
| 01 |           | Michel Dagbert          | PS    | Président du conseil départemental |
| 02 |           | Sabine Van Heghe        | MRC   | Adjointe au maire de Dourges       |
| 03 |           | Jean-Claude Leroy       | PS    | Sénateur sortant                   |
| 04 |           | Catherine Génisson      | PS    | Sénatrice sortante                 |
| 05 |           | Alain Wacheux           | PS    |                                    |
| 06 |           | Mireille Hingrez-Céréda | PS    |                                    |
| 07 |           | Henri Dejonghe          | PS    |                                    |
| 08 |           | Sophie Warot            | PS    |                                    |
| 09 |           | Arnaud Picque           | PS    |                                    |

### Le Parti de la France - Droite nationale (Extrême droite)
| N° | Candidats | Candidats          | Parti | Principale fonction |
| -- | --------- | ------------------ | ----- | ------------------- |
| 01 |           | Monique Delevallet | PDF   |                     |
| 02 |           | André Dedourges    | PDF   |                     |
| 03 |           | Myriam Backeroot   | PDF   |                     |
| 04 |           | Xavier Codderens   | PDF   |                     |
| 05 |           | Elisabeth Lalesart | PDF   |                     |
| 06 |           | Michel Renard      | PDF   |                     |
| 07 |           | Eliane Le Cor      | PDF   |                     |
| 08 |           | Didier Tourbez     | PDF   |                     |
| 09 |           | Laurence Funès     | PDF   |                     |

### Nos communes et nos élus locaux avant tout (Divers droite)
| N° | Candidats | Candidats              | Parti | Principale fonction |
| -- | --------- | ---------------------- | ----- | ------------------- |
| 01 |           | Nicole Chevalier       | DVD   |                     |
| 02 |           | Paul Saintmaxent       | DVD   |                     |
| 03 |           | Marie Bernard          | DVD   |                     |
| 04 |           | Michaël Baheux         | DVD   |                     |
| 05 |           | Virginie Souilliart    | DVD   |                     |
| 06 |           | Jean-Philippe Boonaert | DVD   |                     |
| 07 |           | Anne-Marie Lefebvre    | DVD   |                     |
| 08 |           | Olivier Rigot          | DVD   |                     |
| 09 |           | Edwige Henneguelle     | DVD   |                     |

## Résultats
| Tête de liste | Tête de liste             | Liste                                             | Voix  | %     | Élus |  |
| --- | ------------------------- | ------------------------------------------------- | ----- | ----- | ---- |  |
| | Michel Dagbert            | Parti socialiste (MRC)                            | 861   | 22,29 | 2    |  |
| Ensemble, faisons entendre la voix du Pas-de-Calais                                                                          |                           |                                                   | 861   | 22,29 | 2    |  |
| | Jean-François Rapin       | Les Républicains (UDI)                            | 818   | 21,18 | 2    |  |
| Pour le Pas-de-Calais, pour la France                                                                                        |                           |                                                   | 818   | 21,18 | 2    |  |
| | Jean-Marie Vanlerenberghe | Majorité présidentielle (MoDem - UDI - LREM - PS) | 528   | 13,67 | 1    |  |
| Le Pas-de-Calais en marche                                                                                                   |                           |                                                   | 528   | 13,67 | 1    |  |
| | Dominique Watrin          | Parti communiste français                         | 507   | 13,13 | 1    |  |
| L'Humain d'abord ! Justice pour le Pas-de-Calais - Liste de rassemblement de la gauche communiste, républicaine et citoyenne |                           |                                                   | 507   | 13,13 | 1    |  |
| | Jean-Pierre Corbisez      | Divers gauche (PS)                                | 461   | 11,94 | 1    |  |
| Solidarité, respect et proximité au service des élus du Pas-de-Calais                                                        |                           |                                                   | 461   | 11,94 | 1    |  |
| | Nicole Chevalier          | Divers droite                                     | 306   | 7,92  | 0    |  |
| Nos communes et nos élus locaux avant tout                                                                                   |                           |                                                   | 306   | 7,92  | 0    |  |
| | Christopher Szczurek      | Front national                                    | 260   | 6,73  | 0    |  |
| Pour la défense de nos communes et de notre département : Pas-de-Calais bleu marine                                          |                           |                                                   | 260   | 6,73  | 0    |  |
| | Louise Druelle            | Écologiste (EÉLV)                                 | 90    | 2,33  | 0    |  |
| L'écologie des territoires                                                                                                   |                           |                                                   | 90    | 2,33  | 0    |  |
| | Monique Delevallet        | Extrême droite (PDF)                              | 18    | 0,47  | 0    |  |
| Le Parti de la France - Droite nationale                                                                                     |                           |                                                   | 18    | 0,47  | 0    |  |
| Hugues Sion | Extrême droite            | 13                                                | 0,34  | 0     |      |  |
| Rassemblement bleu mine |                           | 13                                                | 0,34  | 0     |      |  |
| |                           |                                                   |       |       |      |  |
| Exprimés | Exprimés                  | Exprimés                                          | 3 862 | 97,30 |      |  |
| Blancs | Blancs                    | Blancs                                            | 55    | 1,39  |      |  |
| Nuls | Nuls                      | Nuls                                              | 52    | 1,31  |      |  |
| Total | Total                     | Total                                             | 3 969 | 100   | 7    |  |
| Abstention | Abstention                | Abstention                                        | 93    | 2,29  |      |  |
| Inscrits / participation | Inscrits / participation  | Inscrits / participation                          | 4 062 | 97,71 |      |  |

### Sénateurs élus
| Sénateur | Sénateur                  | Parti |
| -------- | ------------------------- | ----- |
|          | Dominique Watrin          | PCF   |
|          | Sabine Van Heghe          | MRC   |
|          | Jean-Pierre Corbisez      | PS    |
|          | Michel Dagbert            | PS    |
|          | Jean-Marie Vanlerenberghe | MoDem |
|          | Catherine Fournier        | UDI   |
|          | Jean-François Rapin       | LR    |